# Teungoh Seuleumak
Teungoh Seuleumak is een bestuurslaag in het regentschap Aceh Utara van de provincie Atjeh, Indonesië. Teungoh Seuleumak telt 299 inwoners (volkstelling 2010).